# Blue Magic (album)
Blue Magic è il primo album in studio del rapper italiano Giaime, pubblicato il 25 maggio 2013 dalla Universal e dalla VitaTruce.

## Descrizione
Blue Magic oltre ad essere stato pubblicato durante il periodo di militanza della crew Zero2, è stato annunciato da un video dove il rapper spiega l'album e rivela che il titolo dell'album fa riferimento al "brand" creato da Frank Lucas, potente narcotrafficante nordamericano, per la sua eroina purissima importata direttamente dal sud-est asiatico nei primi anni '70. Lucas riesce per qualche anno, sfruttando la guerra, a procurarsi tonnellate di eroina di altissima qualità e ad un prezzo molto basso. Per non farsi pizzicare dai controlli per trasportare la droga negli States, prende accordi con alcuni elementi dell'esercito nordamericano. La droga verrà stipata negli aerei che trasportano quotidianamente soldati e materiale da e per il Vietnam.

## Tracce
1. Intro – 0:53
2. Boston George – 3:15
3. Arrivo Stazione – 4:01
4. Mi Gira Così (feat. Lazza, Gelo) – 4:00
5. La Colazione Dei Campioni – 2:32
6. Fino A Quando (feat. Martinez, Faser) – 4:01
7. Già Scritto – 2:23
8. Sei Un Amico (feat. MastaRais) – 3:01
9. Blue Magic – 3:24
10. 4E80 (feat. Paskaman, DJ Telaviv) – 2:46
11. Tu, Lei, L'Altra – 3:27
12. Alla Ricerca Di Nemo (feat. Infa, Roman, Nerone) – 4:15
13. Gocce Di Memoria – 2:42
14. Tic Toc (feat. Jack the Smoker) – 2:40
15. Sierra Leone (feat. Eddy Virus) – 3:23
16. Maledetta Noia (feat. FLY, Mr Rella) – 4:16
17. Ghetti Limpidi – 2:39
18. Solitudine (feat. Faser) – 4:16
19. Hai Vinto – 2:46
20. Ringraziamenti – 3:44